# مارغريت دوبسون
مارغريت دوبسون (بالإنجليزية: Margaret Dobson)‏ هي رسامة أمريكية، ولدت في 9 نوفمبر 1888، وتوفيت في 20 يناير 1981.